# 이종문 (배우)

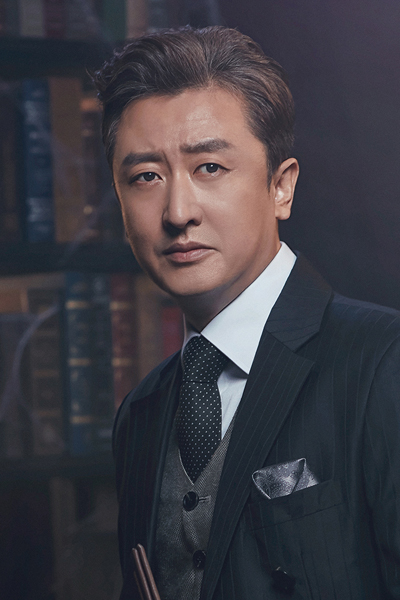
이종문 배우

이종문(1970년 3월 15일 ~ )은 대한민국의 배우이다.

## 학력
- 서울예술대학교 연극과 전문 학사
- 서울예술대학교 뮤지컬과 학사
- 단국대학교 문화예술대학원 석사
- 한세대학교 현) 뮤지컬과 교수
- 백석예술대학교 현) 뮤지컬과 교수

## 출연

### 공연
- 애니깽
- 바리 - 잊혀진 자장가
- 회심곡 2001
- 명성황후
- 지저스 크라이스트 수퍼스타
- 가스펠
- 아가씨와 건달들
- 두 도시 이야기 콘서트
- 두 도시 이야기
- 스칼렛 핌퍼넬
- 드림걸즈
- 데스노트
- 레베카
- 몬테크리스토

### 영화/드라마
- 2002 하얀 방
- 2003 싱글즈
- 2003 실미도
- 2005 공공의 적 2
- 2006 한반도
- 2006 Mr. 로빈 꼬시기
- 2009 아이리스
- 2010 포화 속으로
- 2011 미스 리플리
- 2017 포크레인